# Zlin Z-25 Šohaj
Zlín Šohaj je bila serija klubskih jadralnih letal, ki so jih razvili na Češkoslovaškem kmalu po koncu 2. svetovne vojne. Šohaj je zasnovan na podlagi jadralnika DFS Olympia Meise. 

## Specifikacije (L-425 Šohaj 3)
Podatki iz The World's Sailplanes (1963) pp.60-1
Splošne značilnosti
- Posadka: 1
- Dolžina: 7,19 m (23 ft 7 in)
- Razpon kril: 15,6 m (51 ft 2 in)
- Površina kril: 14,20 m2 (152,8 sq ft)
- Vitkost: 17,1
- Aeroprofil: NACA 23015 (koren), NACA 4412 (konec krila)
- Teža praznega letala: 215 kg (474 lb)
- Bruto teža: 330 kg (728 lb)
- Obremenitev krila: 23,20 kg/m2 (4,75 lb/sqft)

Zmogljivost
- Maks. hitrost: 220 km/h (137 mph; 119 kn) *Hitrost v aerovleki: 140 km/h (87 mph; 76 kn)
- Hitrost pri vzletu z vitlom: 100 km/h (62 mph; 54 kn)
- Hitrost pri porušitvi vzgona: 56 km/h (35 mph; 30 kn) 10° zakrilca
- Hitrost padanja: 0,78 m/s (154 ft/min) minimum, pri 66 km/h (41 mph; 36 kn)
- Razmerje vzgon/upor: največ 26